# Si-Fly-Flug 3275
Auf dem Si-Fly-Flug 3275, einem VIP-Charterflug, der von der italienischen Fluggesellschaft Si Fly für das Welternährungsprogramm der Vereinten Nationen durchgeführt wurde und von Rom nach Pristina führen sollte, verunglückte am 12. November 1999 eine ATR 42-300 bei einem Controlled flight into terrain. Bei dem Unfall starben alle 24 Personen an Bord der Maschine. Es handelt sich um den schwersten Flugunfall in der Geschichte des Kosovo.

## Maschine
Das betroffene Flugzeug war eine ATR 42-300, ein Modell des von Aeritalia und Aérospatiale gegründeten italienisch-französischen Konsortiums Avions de Transport Régional (ATR) zum Bau von Regionalflugzeugen. Die Maschine war zum Zeitpunkt des Unfalls 13 Jahre und sieben Monate alt. Sie trug die Modellseriennummer 012, war am Produktionsstandort von ATR in Toulouse endmontiert worden und absolvierte am 14. April 1986 mit dem Testkennzeichen F-WWED ihren Erstflug. Die Maschine wurde am 29. April 1986 an die Simmons Airlines ausgeliefert, die Flüge unter dem Markennamen American Eagle durchführte. Die Maschine trug dabei das Luftfahrzeugkennzeichen N420MQ; zum 2. Dezember 1995 wurde dieses in N12MQ geändert. Mit der Auflösung der Simmons Airlines ging die Maschine zum 1. Mai 1998 in die Flotte der American Eagle über und wurde zum 22. Oktober 1998 an den Hersteller zurückgegeben, der die Maschine mit dem Kennzeichen F-WQJB zuließ. Am 15. Juli 1999 wurde die Maschine dann an die Si Fly übergeben, wobei sie ihr letztes Kennzeichen F-OHFV erhielt Das zweimotorige Regionalverkehrsflugzeug war mit zwei Turboproptriebwerken des Typs Pratt & Whitney Canada PW121 ausgestattet. Bis zu dem Unfall hatte die Maschine 24.930 Betriebsstunden absolviert, auf die 32.810 Starts und Landungen entfielen.

## Besatzung
Es befand sich eine dreiköpfige Besatzung an Bord der Maschine, bestehend aus einem Flugkapitän, einem Ersten Offizier und einer Flugbegleiterin:
- Der 59-jährige Flugkapitän war italienischer Staatsbürger. Er war bis zum Jahr 1970 Angehöriger der Italienischen Luftstreitkräfte, wo er Maschinen der Typen North American T-6, Aermacchi MB-326, Fairchild C-119, Beechcraft C-45 Expeditor und Piaggio P.166 geflogen hatte. Seine kommerzielle Pilotenlizenz erwarb er am 10. Juli 1971. Er arbeitete vom 1. März 1970 bis zum 31. Dezember 1986 für die Aero Trasporti Italiani, wo er zunächst als Erster Offizier im Cockpit der Douglas DC-9 eingesetzt wurde, ehe er im Juli 1985 zum Kapitän dieses Flugzeugtyps ausgebildet wurde. Vom 1. April 1986 bis zum 1. Juni 1990 war er bei der Unifly Express angestellt, bei der er als Erster Offizier der Fokker F-27 eingesetzt wurde. Vom 1. Juni 1990 bis zum 29. November 1990 und mit einer Unterbrechung wieder vom 8. Mai 1991 bis zum 31. Mai 1991 flog er bei der Miniliner im Rang des Flugkapitäns Maschinen vom Typ Fokker F-27. Vom 2. Juni 1992 bis zum 30. September 1993 wurde er bei der Eurofly als Flugkapitän in Maschinen des Typs Douglas DC-9 eingesetzt, vom 2. Juli 1993 bis zum 30. November 1993 flog er für TEA Italia. Bei der Air Sicilia war er vom 1. August 1995 bis zum 11. August 1997 Flugkapitän der ATR 42, anschließend bei der Italair vom 24. August 1997 bis zum 16. August 1999 ebenfalls Kapitän der ATR 42. Bei der Si Fly flog er ab dem 1. September 1999 als Kapitän der ATR 42 und wurde zudem als Prüfkapitän eingesetzt. Neben der ATR 42 war er im Besitz von Musterberechtigungen für die Flugzeugtypen Fokker F-27, McDonnell Douglas DC-9 und McDonnell Douglas MD-80. Die Musterberechtigung für die ATR 42 hatte er im Juli 1995 erworben. Der Flugkapitän verfügte über 18.000 Stunden Flugerfahrung, von denen er 5.000 in Maschinen des Typs ATR 42 absolviert hatte. Seit dem 17. Oktober 1999 hatte er 18 Flüge nach Pristina unternommen.
- Der 49-jährige Erste Offizier war ebenfalls italienischer Staatsbürger. Er hatte seine kommerzielle Pilotenlizenz im Jahr 1985 erworben. Bis zum Jahr 1997 war er ein Flugzeug- und Hubschrauberpilot der Italienischen Luftstreitkräfte und flog dort Maschinen der Typen Aermacchi MB-326, Piaggio P.166, Piaggio P.148, Shorts 330, AgustaWestland AW109, Bell 47, Bell 204, Piaggio PD.808 und Dassault Falcon 50. Neben der ATR 42 verfügte er über eine Musterberechtigung für die Dassault Falcon 50. Von 1998 bis zum September 1999 flog er für die Italair, ab dem 19. Oktober 1999 war er bei der Si Fly angestellt. Von seinen 5.000 Stunden Flugerfahrung hatte er 2.100 in Hubschraubern und 1.500 in Maschinen des Typs ATR 42 absolviert. Seit dem 20. Oktober hatte er 13 Flüge nach Pristina unternommen.
- Die 25-jährige Flugbegleiterin arbeitete seit dem 1. September 1999 für die SiFly. Auch sie war italienische Staatsbürgerin.

## Passagiere
Die meisten Passagiere waren Mitarbeiter des UN-Welternährungsprogramms, die nach dem Kosovokrieg beim Wiederaufbau im Land beschäftigt waren. Außerdem befanden sich Journalisten, Diplomaten und Mitarbeiter von Hilfsorganisationen an Bord. Neben der Besatzung waren sechs Passagiere italienische Staatsbürger, darunter zwei Ärzte, eine Sprecherin des Welternährungsprogramms, ein Chemiker, ein Polizist und ein Mitarbeiter einer Hilfsorganisation. Ein kanadischer UN-Mitarbeiter befand sich an Bord, ebenso wie drei Briten, von denen zwei im Auftrag der Hilfsorganisation The Tearfund in den Kosovo fliegen sollten, um sich einer 15-köpfigen Arbeitsgruppe anzuschließen, die ethnische Albaner beim Wiederaufbau ihrer Häuser unterstützen sollte.

## Unfallhergang
Die Maschine startete um 08:11 Uhr UTC in Rom zu dem Flug, der über Süditalien, die Adria und Mittelalbanien zunächst nach Nordmazedonien führte. Um 09:57 Uhr UTC wurde der Flug von der Flugsicherung in Skopje an die militärische Flugsicherung in Pristina überwiesen.
Aus dem Raum Skopje flog die Maschine nordwärts an Pristina vorbei, um dann eine 180°-Kurve nach Westen zu fliegen und von Norden auf der Piste 17 des Flughafens Pristina zu landen.
Um 09:59 Uhr UTC beim Erreichen des kosovarischen Luftraums (Wegpunkt XAXAN) forderte der militärische Fluglotse von Pristina die Besatzung auf, die Maschine auf 5.200 Fuß sinken zu lassen. Um 10:03 UTC gab er die Anweisung zum Sinkflug auf 4.600 Fuß. Um 10:13 UTC forderte der Fluglotse die Piloten auf, nach links abzudrehen. Um 10:14 UTC kam die Anweisung des Lotsen, nach Süden abzudrehen. Kurz darauf verschwand die Maschine  vom Radarschirm – die Aufnahmen des Cockpit Voice Recorders endeten um 10:14:39 UTC. Während der Linkskurve war sie über 40 Kilometer nördlich des Flughafens Pristina bei Sllakoc (serbisch Слаковце Slakovce) in der Gemeinde Vushtrria gegen einen Berg geprallt. Alle 24 Insassen an Bord kamen dabei ums Leben.

## Such- und Bergungsaktion
Nachdem die Maschine vom Flugradar verschwunden war, stellte die NATO vor Ort sofort eine Such- und Rettungsmannschaft zusammen. Hubschrauber unterstützten die Suche nach der Maschine aus der Luft und 500 Soldaten nahmen am Boden am Einsatz teil. Die Maschine wurde offiziell als vermisst gemeldet. Die Such- und Rettungsmannschaft suchte die gesamte Nacht über mit Wärmebild- und Nachtsichtgeräten nach der Maschine. Der Einsatz wurde durch schwierige Wetterverhältnisse sowie das bergige und verminte Terrain in der Umgebung behindert.
Das Wrack des Flugzeugs wurde am 14. November 1999 an einem steilen Berghang gefunden, der sich etwa 18 Kilometer nordöstlich von der Stadt Mitrovica entfernt befindet. Es gab keine Überlebenden unter den Trümmern. Ersthelfer sagten aus, dass mehrere verkohlte Leichen in dem Trümmerfeld gefunden worden waren. Nur das Heck der Maschine war noch erkennbar. Dutzende NATO-Truppen sperrten den Absturzort ab.

## Unfalluntersuchung
Da die Maschine in Frankreich zugelassen und gebaut worden war, beteiligte sich das Bureau d’Enquêtes et d’Analyses pour la sécurité de l’aviation civile (BEA) an der Unfalluntersuchung. Die Ermittler inspizierten die Trümmer des Flugzeugs und beide Flugschreiber, die in gutem Zustand waren. Die Analyse von der Unfallstelle ergab, dass die Maschine zuerst Baumkronen gestreift hatte, bevor sie in den Berg prallte. Der erste Aufprall ereignete sich 15 Meter unterhalb der Spitze eines Bergkamms in einem felsigen Mittelgebirge. Während des Aufpralls brachen der Rumpf und die Tragflächen auseinander, der Treibstoff entzündete sich und es kam zu einer Explosion.
Die Analyse des Cockpit Voice Recorders ergab, dass das Ground Proximity Warning System (GPWS) vor der Kollision keinerlei Warnung ausgegeben hatte. Bei der Auslieferung der Maschine von ATR an Si Fly war die Maschine mit einem GPWS ausgestattet, dessen Funktion im Rahmen des Kontrollfluges, der von einer gemischten Aérospatiale/Si Fly-Besatzung durchgeführt wurde, überprüft worden war. Dabei wurde festgestellt, dass das Gerät Fehlalarme bei gewöhnlichen Landungen ertönen ließ, woraufhin der GPWS-Computer ausgetauscht wurde. Im September bestellte Si Fly abermals einen neuen GPWS-Computer bei ATR, nachdem das Unternehmen angegeben hatte, dass das alte Gerät fehlerhaft war. Si Fly teilte ATR mit, dass das GPWS trotz des Austauschs des Computers immer noch nicht ordnungsgemäß funktionierte und weiterhin Fehlermeldungen ausgebe. SI Fly vermutete, dass der Fehler auf den Funkhöhenmesser zurückzuführen sei, und bestellte einen neuen, der am 8. Oktober 1999 geliefert wurde. Eine Simulation des Unfallfluges ergab, dass eine Bodenannäherungswarnung 30 Sekunden vor dem Aufprall hätte ertönen müssen, was jedoch nicht geschah. Daraus schlossen die Ermittler, dass die Maschine mit einem defekten oder abgeschalteten GPWS geflogen wurde, was den Piloten, die dieselbe Flugstrecke schon zahlreiche Male geflogen waren, jedoch bewusst gewesen sein musste.
Die Ermittler stellten weiter fest, dass die Flugvorbereitung in Rom durch die Piloten hastig und unvollständig durchgeführt worden war, was auf einen Mangel an professioneller Disziplin verwies. Bei der Anflugbesprechung wurden vom Copiloten keine Sicherheitshöhen ausgerufen. Der Kapitän stellte keine Fragen. Die große Anzahl von Flügen, die die Piloten in der Vergangenheit nach Pristina unternommen hatten, schien ihnen ein gewisses Gefühl der Routine vermittelt zu haben. Sie wussten, dass sie wie üblich davon ausgehen konnten, beim Anflug vom Fluglotsen Unterstützung zu erhalten. Auf diese Unterstützung, die nur einen begrenzten Dienst leisten konnte, hatten die Piloten möglicherweise so sehr vertraut, dass sie glaubten, die Flugsicherung würde sie um alle Hindernisse im Weg lotsen. Ferner bereitete sich die Besatzung einen ILS-Anflug ohne Gleitpfad vor, ein Verfahren, das von der Fluggesellschaft nicht genehmigt war.